# Canton de La Loupe
Le canton de La Loupe est une ancienne division administrative française située dans le département d'Eure-et-Loir et la région Centre-Val de Loire.

## Géographie
Ce canton était organisé autour de La Loupe dans l'arrondissement de Nogent-le-Rotrou. Son altitude variait de 153 m (Saint-Victor-de-Buthon) à 283 m (Montlandon) pour une altitude moyenne de 333 m.

## Représentation

### Conseillers généraux de 1833 à 2015

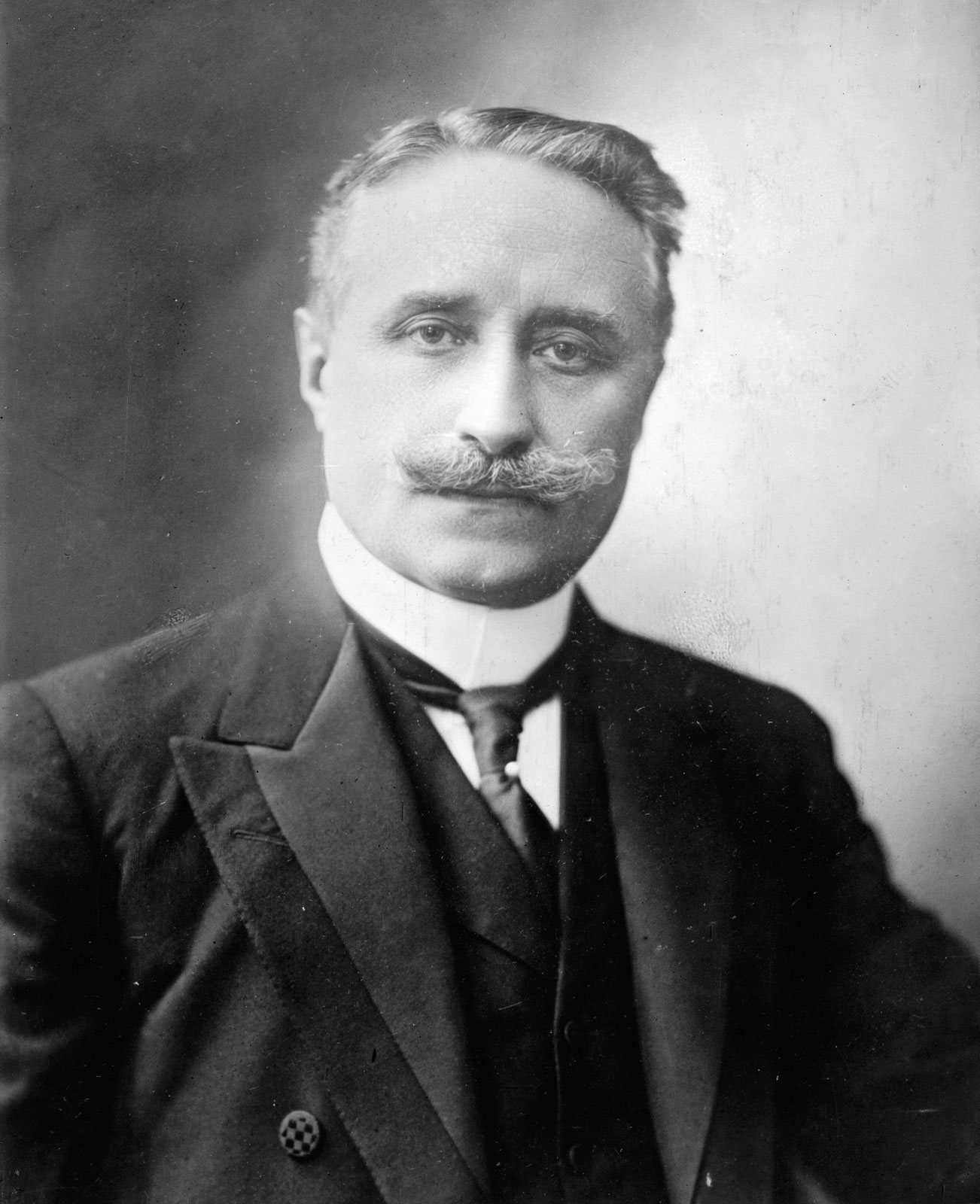
Paul Deschanel, conseiller général pour le canton de La Loupe de 1895 à 1919.

| Période | Période          | Identité                      | Étiquette              | Qualité |
| ------- | ---------------- | ----------------------------- | ---------------------- | --- |
| 1833    | 1839             | André Philidor-Danican        |                        | Maire de Montlandon |
| 1839    | 1842 (démission) | Désiré-Amour Herbault         |                        | Ancien notaire, propriétaire à Coudreceau |
| 1842    | 1848             | Valentin-Stanislas Roullier   |                        | Juge d'instruction à Nogent-le-Rotrou |
| 1848    | 1877             | Théophile de Pontoi-Pontcarré | Droite                 | Président du comice agricole de Nogent-le-Rotrou Maire de Villebon Député d'Eure-et-Loir (1871-1876)                                                                           |
| 1877    | 1883             | Théophile Garnier             | Républicain            | Propriétaire à Fontaine-Simon |
| 1883    | 1895 (décès)     | Charles Blot                  | Républicain            | Propriétaire Ancien Maire de La Loupe (1849-1876) |
| 1895    | 1920 (démission) | Paul Deschanel                | Républicain modéré     | Député d'Eure-et-Loir (1885-1920) Président de la Chambre des députés (1898-1902 et 1912-1920) Président de la République française (1920) Sénateur d'Eure-et-Loir (1921-1922) |
| 1920    | 1934             | Auguste Rodhain               | Radical                | Directeur technique des laiteries Hauser, Paris Député (1924-1932) Conseiller municipal de La Loupe, conseiller d'arrondissement                                               |
| 1934    | 1937             | Henri Roussard                |                        | Vice-Président de la Chambre de commerce d'Eure-et-Loir Maire de Nogent-le-Rotrou (1925-1936)                                                                                  |
| 1937    | 1940             | Auguste Rodhain               | Radical                | Directeur technique des laiteries Hauser, Paris Conseiller municipal de La Loupe                                                                                               |
|         |                  |                               |                        | |
| 1943    | 1945             | Louis Bonnichon               |                        | Maire de Champrond-en-Gâtine Nommé conseiller départemental en 1943 |
|         |                  |                               |                        | |
| 1945    | 1955 (démission) | Edmond Morchoisne (1878-1962) | DVD                    | Médecin Ancien Maire de La Loupe (1935-1943) |
| 1955    | 1970             | Raymond Rousseau              | RI                     | Conseiller municipal de Champrond-en-Gâtine, ancien conseiller d'arrondissement                                                                                                |
| 1970    | 1982             | Maurice Georgeaud (1913-1992) | Parti radical puis MRG | Maire de La Loupe (1971-1983) |
| 1982    | 1988             | Michel Sémery (1941-2021)     | RPR                    | Dentiste Maire de La Loupe (1983-1988) |
| 1988    | 2008             | Jacques Renard (1926-2025)    | PS                     | Directeur de collège Maire de La Loupe (1988-2001) |
| 2008    | 2015             | Éric Gérard                   | DVD                    | Pharmacien Maire de La Loupe depuis 2008 Suppléant de la députée Laure de La Raudière                                                                                          |

### Conseillers d'arrondissement (de 1833 à 1940)
Le canton de La Loupe avait deux conseillers d'arrondissement .
| Période                                  | Période          | Identité                                              | Étiquette               | Qualité |
| ---------------------------------------- | ---------------- | ----------------------------------------------------- | ----------------------- | --- |
| 1833                                     | 1845 (décès)     | Louis Charles Blot (1775-1845)                        |                         | Ancien négociant, propriétaire du château de La Loupe                                                       |
| 1833                                     | 1839             | Pierre Constant Launay                                |                         | Propriétaire cultivateur à Meaucé                                                                           |
| 1839                                     | 1848             | Jean-François Toutry (1799-1857)                      |                         | Juge de paix à La Loupe, greffier au Tribunal de Nogent-le-Rotrou, propriétaire à La Loupe                  |
| 1845                                     | 1848             | Louis, Marquis Pontois Camus de Pontcarré (1817-1903) |                         | Propriétaire, maire de Villebon                                                                             |
|                                          |                  |                                                       |                         | |
|                                          | 1881 (démission) | Marie-Albert Lepescheur                               |                         | Adjoint au maire de La Loupe                                                                                |
|                                          |                  |                                                       |                         | |
| 1913                                     | 1920             | Auguste Rodhain                                       | Radical                 | Directeur technique des laiteries Hauser, Paris, maire de Fontaine-Simon                                    |
| 1913                                     | 1928             | Armand Léchalard                                      |                         | Ancien instituteur, maire de Champrond-en-Gâtine                                                            |
| 1928                                     | 1940             | Jules Morize                                          | Républicain indépendant | Maire de Meaucé                                                                                             |
| 1931                                     | 1940             | Raymond Rousseau (1893-1971)                          | Républicain indépendant | Cultivateur-éleveur, marchand de bestiaux, conseiller municipal de Champrond-en-Gâtine                      |
| 1940                                     |                  |                                                       |                         | Les conseils d'arrondissement ont été suspendus par la loi du 12 octobre 1940 et n'ont jamais été réactivés |
| Les données manquantes sont à compléter. |                  |                                                       |                         | |

## Composition
Le canton de La Loupe regroupait quinze communes et comptait 10 279 habitants (recensement de 2008 sans doubles comptes).
| Communes                    | Population (2012) | Code postal | Code Insee |
| --------------------------- | ----------------- | ----------- | ---------- |
| Belhomert-Guéhouville       | 822               | 28240       | 28033      |
| Champrond-en-Gâtine         | 488               | 28240       | 28071      |
| Les Corvées-les-Yys         | 289               | 28240       | 28109      |
| Fontaine-Simon              | 874               | 28240       | 28156      |
| Friaize                     | 216               | 28240       | 28166      |
| La Loupe                    | 3 465             | 28240       | 28214      |
| Manou                       | 564               | 28240       | 28232      |
| Meaucé                      | 513               | 28240       | 28240      |
| Montireau                   | 124               | 28240       | 28264      |
| Montlandon                  | 275               | 28240       | 28265      |
| Saint-Éliph                 | 837               | 28240       | 28335      |
| Saint-Maurice-Saint-Germain | 401               | 28240       | 28354      |
| Saint-Victor-de-Buthon      | 541               | 28240       | 28362      |
| Le Thieulin                 | 392               | 28240       | 28385      |
| Vaupillon                   | 478               | 28240       | 28401      |

## Démographie
| 1962  | 1968  | 1975  | 1982  | 1990  | 1999  | 2006   | 2011   | 2012   |
| ----- | ----- | ----- | ----- | ----- | ----- | ------ | ------ | ------ |
| 7 956 | 8 691 | 8 850 | 9 104 | 9 615 | 9 860 | 10 134 | 10 549 | 10 638 |